# 핼 니덤

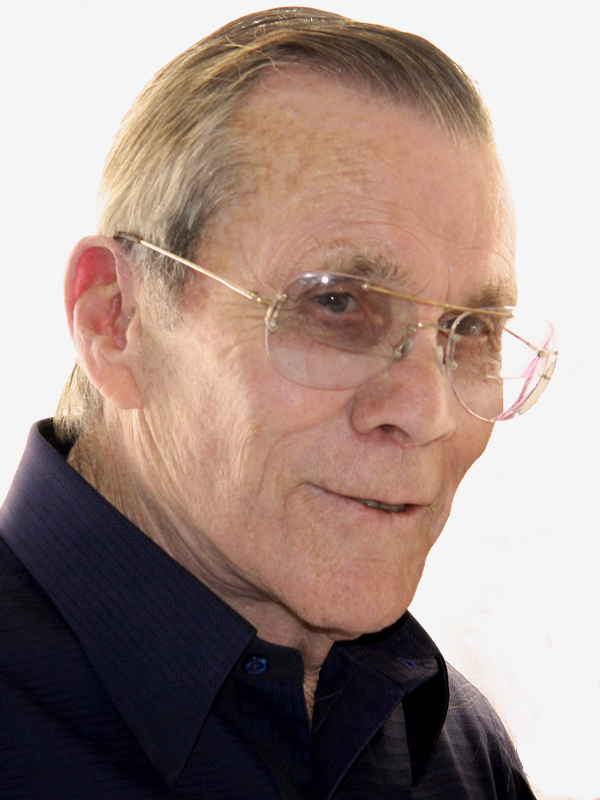

할 니드햄(Hal Needham, 1931년 3월 6일 ~ 2013년 10월 25일)는 미국의 영화 감독, 각본가, 영화배우, 스턴트 배우, 텔레비전 배우, 영화 프로듀서이다.
멤피스에서 태어났으며 로스앤젤레스에서 사망하였다. 사인은 암이다.

## 방송
- 서부의 파라딘

## 영화
- 긴급 출동 (1994년)
- 밴디트 (1994년)
- 스트라이커 - TV 시리즈 (1989년)
- 레드 (1986년)
- 사각의 링 (1986년)
- 캐논볼 2 (1984년)
- 스토커 에이스 (1983년)
- 메가포스군단 (1982년)
- 캐논볼 (1981년)
- 스모키 밴디트 2 (1980년)
- 필사의 스턴트 작전 (1980년)
- 빌런 (1979년)
- 후퍼 (1978년)
- 스모키 밴디트 (1977년)
- 미녀 삼총사 - TV 시리즈 (1976년)
- W.W. 앤 딕시 댄스킹 (1975년)
- 스탬퍼가의 대결 (1971년)
- 철인들 (1969년)
- 코만도 전략 (1968년)
- 워 웨곤 (1967년)
- 서부를 향해 달려라 (1965년)
- 맥린턱 (1963년)
- 서부의 파라딘 (1957년)
- 딜론 보안관 (1955년)